# У темряві (телесеріал)
«У темряві» (англ. «In the Dark» — американський драматичний телесеріал що транслюється каналом «The CW».
Перший сезон серіалу транслювався каналом «The CW» з 4 квітня по 27 червня 2019 року.
24 квітня 2019 року телеканал продовжив серіал на другий сезон.
Прем'єра другого сезону відбулась 16 квітня 2020 року. Показ сезону завершився 9 липня 2020 року.
7 січня 2020 року канал «The CW» продовжив серіал на третій сезон, який розпочав транслюватися 23 червня 2021 року.
3 лютого 2021 року серіал було продовжено на четвертий сезон. Прем'єра четвертого сезону відбудеться 6 червня 2022 року. 12 травня 2022 року телесеріал було закрито після чотирьох сезонів.

## Сюжет
Життя Мерфі різко змінюється, коли вона раптово сліпне і стає єдиною «свідком» вбивства її друга-наркодилера. Коли поліція їй не вірить і припиняє розслідування, дівчина сама починає пошуки вбивці разом зі своєю собакою-поводирем. Єдиний, хто вірить Мерфі — поліцейський Дін, чия дочка теж сліпа.

## У ролях
- Перрі Меттфілд — Мерфі Мейсон
- Річ Соммер — Дін Райлі
- Брук Маркам — Джесс Деймон
- Кейсі Дейдрік — Макс Перріш

## Сезони
| Сезон | Сезон | Епізоди | Дата показу    | Дата показу    |
| Сезон | Сезон | Епізоди | Прем'єра       | Фінал          |
| ----- | ----- | ------- | -------------- | -------------- |
|       | 1     | 13      | 4 квітня 2019  | 27 червня 2019 |
|       | 2     | 13      | 16 квітня 2020 | 9 липня 2020   |
|       | 3     | 13      | 23 червня 2021 | 6 жовтня 2021  |
|       | 4     | 13      | 6 червня 2022  | В очікуванні   |